# 赫克歇爾-奧林定理
赫克歇爾-奧林定理（英語：Heckscher–Ohlin theorem），简称H-O定理，是根據赫克歇爾-奧林模型推導而出的經濟學定理，由伊莱·赫克斯赫和贝蒂尔·奥林提出。揭示了每个国家拥有相对优势的原因。他们观察到：每个国家所拥有的资源有差异。比如阿根廷拥有大量肥沃的土地，沙特拥有大量的石油，中国有大量的低技能劳力。而产品可根据所需要的生产要素不同来划分。
根据这些，他们提出H-O定理，即国家会在生产需要大量使用它所大量拥有的资源的产品这一方面相对优势。